# Ina Forrest
Ina Forrest (nacida el 25 de mayo de 1962) es una atleta de curling en silla de ruedas canadiense, seleccionada para estar en el segundo equipo de Canadá  en los Juegos Paralímpicos de 2010 y 2014, ganando una medalla de oro en ambas ocasiones. También ganó una medalla de oro 3 veces en el Campeonato Mundial de Curling en Silla de Ruedas, en 2009, 2011 y 2013. Fue incluida en el Salón de la Fama del Curling de Canadá en febrero de 2016. Es miembro del Vernon Curling Club en Vernon, Columbia Británica.

## Carrera
Comenzó a  practicar curling en silla de ruedas en 2004 y ganó plata en los Campeonatos Nacionales de Curling en Silla de Ruedas de Canadá 2004 y 2005 como miembro del equipo de Columbia Británica, antes de ser nombrada en 2006 para el Equipo de Curling en Silla de Ruedas de Canadá para el cual compitió en los siguientes 9 Campeonatos Mundiales de Curling en Silla de Ruedas (a partir de 2007) y 3 Juegos Paralímpicos de Invierno (a partir de 2010).

## Resultados
| Juegos Paralímpicos de Invierno | Juegos Paralímpicos de Invierno | Juegos Paralímpicos de Invierno | Juegos Paralímpicos de Invierno |
| Medalla                         | Evento                          | Año                             | Sitio                           |
| ------------------------------- | ------------------------------- | ------------------------------- | ------------------------------- |
| Oro                             | Silla de ruedas                 | 2010                            | Canadá Vancouver                |
| Oro                             | Silla de ruedas                 | 2014                            | Rusia Sochi                     |
| Bronce                          | Silla de ruedas                 | 2018                            | Corea del Sur Pieonchang        |

| Campeonato Mundial de Curling en Silla de Ruedas | Campeonato Mundial de Curling en Silla de Ruedas | Campeonato Mundial de Curling en Silla de Ruedas | Campeonato Mundial de Curling en Silla de Ruedas |
| Lugar                                            | Evento                                           | Año                                              | Sitio                                            |
| ------------------------------------------------ | ------------------------------------------------ | ------------------------------------------------ | ------------------------------------------------ |
| 4                                                | Silla de ruedas                                  | 2007                                             | Suecia Sollefteå                                 |
| 4                                                | Silla de ruedas                                  | 2008                                             | Sursee                                           |
| Oro                                              | Silla de ruedas                                  | 2009                                             | Canadá Vancouver                                 |
| Oro                                              | Silla de ruedas                                  | 2011                                             | Praga                                            |
| 7                                                | Silla de ruedas                                  | 2012                                             | Corea del Sur Chuncheon de                       |
| Oro                                              | Silla de ruedas                                  | 2013                                             | Rusia Sochi                                      |
| 6                                                | Silla de ruedas                                  | 2015                                             | Finlandia Lohja                                  |
| 7                                                | Silla de ruedas                                  | 2016                                             | Lucerna                                          |
| 5 5                                              | Silla de ruedas                                  | 2017                                             | Corea del Sur Pieonchang                         |
| 10                                               | Silla de ruedas                                  | 2017                                             | Escocia Stirling                                 |
| Plata                                            | Silla de ruedas                                  | 2020                                             | Wetzikon                                         |

## Vida privada
Ella y su esposo Curtis son dueños de pequeñas empresas. Tienen tres hijos: Evany, Marlon y Connor.